# منطقه کلان‌شهری توکیو

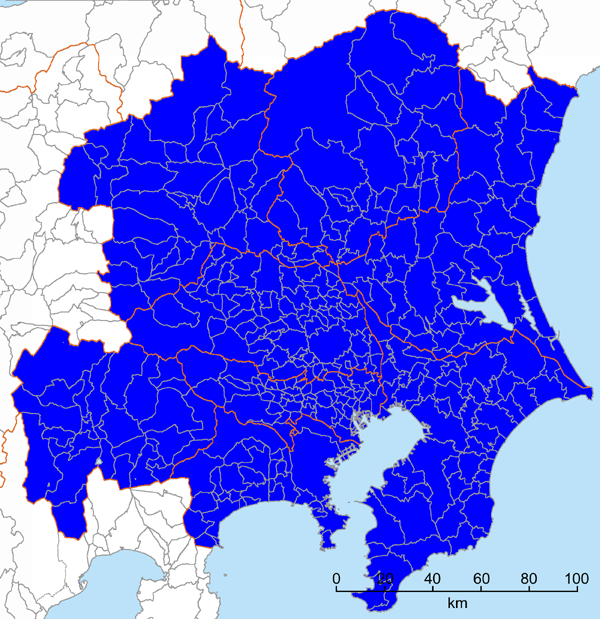
نقشهٔ منطقهٔ شهری توکیو.

منطقه کلان‌شهری توکیو، پرجمعیت‌ترین منطقهٔ شهری در جهان.

منطقهٔ شهری توکیو  (به انگلیسی: National Capital Region)(به ژاپنی: 首都圏) به منطقه کلان‌شهری پایتخت ژاپن، توکیو گفته می‌شود. این منطقه متشکل شده‌است از توکیو، استان کاناگاوا، استان سایتاما، استان چیبا، استان ایباراکی، استان توچیگی، استان گونما که منطقهٔ کانتوی ژاپن را تشکیل می‌دهند، به علاوهٔ استان یاماناشی. بر مبنای آخرین داده های جغرافیایی بیشترین درازای منطقه کلانشهری توکیو ۲۵۵ کیلومتر می باشد؛ که پس از منطقه کلانشهری نیویورک دومین منطقه کلانشهری بزرگ جهان برپایه وسعت است.